# Марнер, Конрад
Конрад (Людвиг или Ганс Людвиг) Марнер (нем. Der Marner) — странствующий поэт, миннези́нгер XIII века.
Родом из исторической области Швабия.
Писал стихотворения на немецком и латинском языках. Сначала посвятил себя созданию любовных песен, затем более серьезным гномическим стихам. Большинство его сочинений относятся к событиям его времени, в некоторых из них автор осуждает упорство и энергию Римских пап, а также амбиции церковных выборщиков. Одно из его стихотворений было посвящено Конрадину, герцогу Швабии, позже королю Иерусалима. Кроме того, оставил пять латинских стихотворений. Помимо любви, его поэзия затрагивала широкий спектр тем: жизненная мудрость, богословские и политические соображения.
Как говорят, ослеп в преклонном возрасте и был убит в 1267 года во время междуцарствия, периоде между свержением императора Священной Римской империи Фридриха II Папой Иннокентием IV в 1245 году и избранием королём Германии Рудольфа I.
Его соинения были собраны в «Миннезингерах» Hagen’a (т. II и III, Лейпциг, 1838) и отдельно изданы Штраухом (Страсбург, 1876).